# 6221 Дусентезіма
6221 Дусентезіма  (6221 Ducentesima) — астероїд головного поясу, відкритий 13 квітня 1980 року.
Тіссеранів параметр щодо Юпітера — 3,189.